# Allathelges pakistanensis
Allathelges pakistanensis är en kräftdjursart som beskrevs av Syed Muhammad Anwar Kazmi och Clements Robert Markham 1999. Allathelges pakistanensis ingår i släktet Allathelges och familjen Bopyridae. Inga underarter finns listade i Catalogue of Life.